# Diógenes Duarte Paes
Diógenes Duarte Paes (Jundiaí, 29 de janeiro de 1896 - ?, 1964) foi um cartunista e pintor paulista do século XX. Foi o criador da Bandeira de Jundiaí, tendo vencido um concurso oficial em 1963.
Morou em Jundiaí até o início da década de 1920, tempo em que se mudou para São Paulo para estudar desenho e pintura com o inglês John Appleby e o italiano Antonio Rocco. As obras mais conhecidas do artista são aquarelas, mas ele também pintava óleo sobre telas e têm como tema cenas do cotidiano interiorano e paisagens de Jundiaí. Foi o vencedor do concurso que instituiu a bandeira de Jundiaí, em 1963. O pintor dá nome à Pinacoteca Diógenes Duarte Paes.